# Every Night
«Every Night» es una canción del músico británico Paul McCartney, publicada en el álbum de estudio McCartney. La canción, compuesta durante unas vacaciones en Grecia, fue interpretada por primera vez en directo en Liverpool el 23 de noviembre de 1979.

## Letra y música
La letra de «Every Night» refleja la difícil situación que Paul McCartney estaba viviendo en el momento de su composición debido a la inminente ruptura de The Beatles, aunque con un optimismo en el futuro. Según James McGrath, el último verso de la canción, «But tonight I just wanna stay in and be with you», es la clave de la canción, en la que «desafía la difícil relación entre el rock y la domesticidad». McGrath señaló que la canción de Bob Dylan «Tonight I'll Be Staying Here with You» terminaba de una forma similar.

## Grabación
McCartney estrenó «Every Night» durante las sesiones de grabación de Let It Be. El grupo interpretó la canción los días 21 y 24 de enero de 1969, con John Lennon tocando la guitarra slide. En la grabación final, McCartney canta y toca la guitarra acústica, el bajo y la batería, con Linda en los coros.

## Publicaciones
"Every Night" se incluye también en:
- El álbum en directo Unplugged (The Official Bootleg)
- Los álbumes Concerts for the People of Kampuchea (1981), Back in the U.S. (2002) y Back in the World (2003)
- Los recopilatorios Wingspan: Hits and History (2001) y Pure McCartney (2016)

## Personal
- Paul McCartney: voz, guitarra, bajo y batería
- Linda McCartney: coros